# Grandes pianistas del siglo XX
Grandes pianistas del siglo XX fue una colección de cedés publicada por Philips Records en 1999 y patrocinada por Steinway & Sons.

## Características
El conjunto comprendió 100 volúmenes que presentan a 74 pianistas del siglo XX, cada volumen con dos CD y un folleto sobre la vida y trabajo del pianista presentado. Desde Ignacy Paderewski (Kurilovka, Polonia, 1860-Nueva York, 1941) hasta Yevgueni Kisin (Moscú, 1971), con una única representación española: Alicia de Larrocha. El conjunto contiene una gran variedad de compositores de épocas diferentes, de los Barrocos a los Contemporáneos. El material fue el resultado  de la asociación entre Philips (quién tuvo acceso a las grabaciones del catálogo de Polygram) y gran número de otras etiquetas hasta un total de 25, notablemente EMI Classics. Material de Warner Classics y Sony Classics también fue utilizado.
La mayoría de pianistas aparece con un solo volumen, con dieciséis apareciendo con un segundo volumen. Siete artistas (Arrau, Brendel, Gilels, Horowitz, Kempff, Richter y Rubinstein) está presentados a través de tres volúmenes.

## Selección de pianistas
La selección de los pianistas fue realizada por votación entre un grupo de expertos, y el repertorio elegido duplica e incluso triplica en la misma edición las versiones de una misma obra por intérpretes diferentes. Tom Deacon, director de repertorio y explotación de catálogo de Philips y responsable de Grandes pianistas del siglo XX, dice al respecto:
"Primero hicimos una lista con cerca de 200 pianistas importantes que habían dejado grabado su magisterio en disco y se formó un comisión de expertos que debía seleccionar entre ellos a los mejores de los mejores. Se hicieron tres votaciones y sólo pasaban aquellos que obtenían por unanimidad la aprobación de los expertos".
De la primera selección sólo quedaron 35 pianistas. Revisaron criterios y añadieron 20 nombres más, y una tercera revisión amplió la selección hasta 74 para poder realizar así una edición monumental con 100 discos dobles (en la práctica 200).

## Repertorio
Respecto a la selección del repertorio de cada pianista Deacon afirma: "Cuando ya teníamos los nombres, había que elegir qué obras seleccionábamos de todo el repertorio grabado de cada uno. Dediqué seis meses intensos a escuchar todas las grabaciones de cada uno de ellos. Fueron seis meses, pero también la experiencia de 45 años de mi vida escuchando discos lo que me ayudó a tomar la decisión", .
La repetición de obras interpretadas por varios pianistas en la colección ha recibido críticas de los especialistas en música clásica, pero Tom Deacon considera que en una colección como ésta es algo inevitable. "La versión definitiva de una obra no existe, si así fuera la música clásica estaría muerta. En la elección del repertorio se ha seguido un único criterio: que las obras seleccionadas, con la mayor calidad posible, representaran a cada uno de los pianistas en su mejor momento y condensaran la esencia interpretativa de toda una vida. La versión que Alicia de Larrocha hace de Iberia, de Albéniz, es una pieza clave en la colección, pero hemos incluido también la que hizo el chileno Claudio Arrau, que interpretó la obra después de que Alicia se lo hubiera sugerido. Pero si Iberia no figura entre el repertorio de la mayoría de los grandes pianistas del siglo, Beethoven sí que es un compositor muy interpretado por los pianistas; por ello en la colección hay diferentes versiones de una de sus sonatas, la número 21, Waldstein. Era algo inevitable".
El volumen de Paderewski contiene una interpretación de "La Leggierezza" de Liszt que fue de hecho grabado por Benno Moiseiwitsch – también incluida en su  volumen. La serie también ha sido criticada por la carencia de remasterizado de algunos registros históricos, notablemente en el CD de Hofmann que degradó las transferencias originalmente ejecutadas por Ward Marston.
La edición alemana del conjunto incluye un CD de bonificación de Clara Haskil (Sonderausgabe zur Edición) — aumentando a 5 el número total de sus CD. Este CD de bonificación contiene su interpretación de algunas sonatas de piano de Scarlatti de su grabación de 1947 de Westminster, y es la primera impresión en CD de estos registros, según la cubierta del CD.

## Lista de volúmenes
Cada volumen contiene 2 CD.
1. Géza Anda
2. Martha Argerich
3. Martha Argerich II
4. Claudio Arrau
5. Claudio Arrau II
6. Claudio Arrau III
7. Vladimir Ashkenazy
8. Wilhelm Backhaus
9. Daniel Barenboim
10. Jorge Bolet
11. Jorge Bolet II
12. Alfred Brendel
13. Alfred Brendel II
14. Alfred Brendel III
15. Lyubov Bruk & Mark Taimanov
16. Robert Casadesus
17. Shura Cherkassky
18. Shura Cherkassky II
19. Van Cliburn
20. Alfred Cortot
21. Alfred Cortot II
22. Clifford Curzon
23. György Cziffra
24. Christoph Eschenbach
25. Edwin Fischer
26. Edwin Fischer II
27. Leon Fleisher
28. Samson François
29. Nelson Freire
30. Ignaz Friedman
31. Andrei Gavrilov
32. Walter Gieseking
33. Walter Gieseking II
34. Emil Guilels
35. Emil Gilels II
36. Emil Gilels III
37. Grigory Ginzburg
38. Leopold Godowsky
39. Glenn Gould
40. Friedrich Gulda
41. Friedrich Gulda II
42. Ingrid Haebler
43. Clara Haskil
44. Clara Haskil II
45. Myra Hess
46. Josef Hofmann
47. Vladimir Horowitz
48. Vladimir Horowitz II
49. Vladimir Horowitz III
50. Byron Janis
51. Byron Janis II
52. William Kapell
53. Julius Katchen
54. Julius Katchen II
55. Wilhelm Kempff
56. Wilhelm Kempff II
57. Wilhelm Kempff III
58. Evgeny Kissin
59. Zoltan Kocsis
60. Stephen Kovacevich
61. Stephen Kovacevich II
62. Alicia de Larrocha
63. Alicia de Larrocha II
64. Josef & Rosina Lhévinne
65. Dinu Lipatti
66. Radu Lupu
67. Nikita Magalov
68. Arturo Benedetti Michelangeli
69. Arturo Benedetti Michelangeli II
70. Benno Moiseiwitsch
71. Ivan Moravec
72. John Ogdon
73. John Ogdon II
74. Ignacy Jan Paderewski
75. Murray Perahia
76. Maria João Pires
77. Mijaíl Pletniov
78. Maurizio Pollini
79. Maurizio Pollini II
80. André Previn
81. Serguéi Rajmáninov
82. Sviatoslav Richter
83. Sviatoslav Richter II
84. Sviatoslav Richter III
85. Arthur Rubinstein
86. Arthur Rubinstein II
87. Arthur Rubinstein III
88. András Schiff
89. Artur Schnabel
90. Rudolf Serkin
91. Vladimir Sofronitsky
92. Solomon
93. Rosalyn Tureck
94. Rosalyn Tureck II
95. Mitsuko Uchida
96. André Watts
97. Alexis Weissenberg
98. Earl Wild
99. Mariya Yúdina
100. Krystian Zimerman